# Animated Portable Network Graphics
APNG (Animated Portable Network Graphics) es una extensión al formato de archivos PNG, que añade a este la capacidad de representar imágenes animadas que funcionan de un modo similar a las admitidas por el formato GIF. Fue propuesto por Stuart Parmenter y Vladimir Vukicevic.
El primer cuadro en un archivo APNG es un PNG normal, por lo que la mayoría de los decodificadores PNG actuales podrán mostrar ese primer cuadro. El resto de los cuadros, junto con la información sobre con qué velocidad mostrarlos, se almacenarán en "chunks" adicionales (como se prevé que se debe incluir información extra en la especificación de PNG).
Otro formato de imágenes animadas relacionado con PNG es MNG. La ventaja de APNG sobre este es ser menos ambicioso y permitir que sea implementado con menos código.

## Aplicaciones compatibles
| Tipo                            | Aplicación                | Aplicación                                            | Soporte                                       |
| ------------------------------- | ------------------------- | ----------------------------------------------------- | --------------------------------------------- |
| Aplicaciones de retoque gráfico | Adobe Photoshop           | Adobe Photoshop                                       | APNG Assembler (No Oficial)                   |
| Aplicaciones de retoque gráfico | cphktool APNG Anime Maker | cphktool APNG Anime Maker                             | v. 1 (9 de junio de 2009)                     |
| Aplicaciones de retoque gráfico | Gamani GIF Movie Gear     | Gamani GIF Movie Gear                                 | v. 4.2 (marzo de 2008)                        |
| Aplicaciones de retoque gráfico | GIMP                      | GIMP                                                  | Con el plugin APNG                            |
| Aplicaciones de retoque gráfico | ImageJ                    | ImageJ                                                | v. 1.41g (3 de julio de 2008)                 |
| Aplicaciones de retoque gráfico | Imagine                   | Imagine                                               | v. 1.0.4 (14 de noviembre de 2008)            |
| Aplicaciones de retoque gráfico | Konvertor                 | Konvertor                                             | v. 4.02 (mayo de 2010)                        |
| Aplicaciones de retoque gráfico | KSquirrel                 | KSquirrel                                             | v. 0.7.2 (3 de octubre de 2007)               |
| Aplicaciones de retoque gráfico | Paint.NET                 | Paint.NET                                             | Con un complemento.                           |
| Aplicaciones de retoque gráfico | XnView                    | XnView                                                | Sólo lectura, v. 1.97.4 (30 de abril de 2010) |
| Navegador web                   | Basado en Gecko           | Mozilla Firefox                                       | v. 3 (17 de junio de 2008)                    |
| Navegador web                   | Basado en Gecko           | SeaMonkey                                             | v. 2                                          |
| Navegador web                   | Basado en Gecko           | Iceweasel y otros productos Mozilla (proyecto Debian) | v. 4.0~b12                                    |
| Navegador web                   | Opera                     | Opera                                                 | v. 9.5 (17 de septiembre de 2008)             |
| Navegador web                   | Internet Explorer         | Internet Explorer                                     | No                                            |
| Navegador web                   | Microsoft Edge            | Microsoft Edge                                        | No                                            |
| Navegador web                   | Basado en WebKit          | Safari                                                | v. 8 (16 de octubre de 2014)                  |
| Navegador web                   | Basado en WebKit          | Google Chrome / Chromium                              | v. 59 (6 de junio de 2017)                    |
| Navegador web                   | Basado en WebKit          | GNOME Web                                             | Sí                                            |